# Protosticta kiautai
Protosticta kiautai är en trollsländeart som beskrevs av Zhou 1986. Protosticta kiautai ingår i släktet Protosticta och familjen Platystictidae. Inga underarter finns listade i Catalogue of Life.